# 読谷補助飛行場
読谷補助飛行場（よみたんほじょひこうじょう）は、沖縄県読谷村にあった米軍基地。1943（昭和18）年に建設が始まった陸軍沖縄北飛行場に由来する。第二次世界大戦後は米軍読谷補助飛行場として使われた。1996（平成4）年に始まった日本政府との交渉の結果、2006（平成18）年に全面返還された。今日では、読谷村役場や読谷平和の森球場、読谷中学校、農業用地として跡地利用が進んでいる。

## 概要
読谷補助飛行場は読谷村のほぼ中央に位置し、接収前は喜名・伊良皆・座喜味・楚辺の集落と農地が広がっていた。1943年に旧日本軍が土地を強制接収して北飛行場を建設し、その周囲に弾薬集積所・兵舎・給油施設等を設けた。1945年4月1日に読谷に上陸した米軍は直ちに日本本土侵攻のための前進基地として北飛行場を拡張し読谷飛行場として強化した。1947年からは主に離着陸演習・落下傘訓練などを行う読谷補助飛行場となった。読谷の中央地域を占有し、また吊り下げ訓練によるトレーラー落下で幼い命が奪われるなど、基地被害は大きく住民の生活を圧迫した。長年の返還運動で2006年に全返還された。

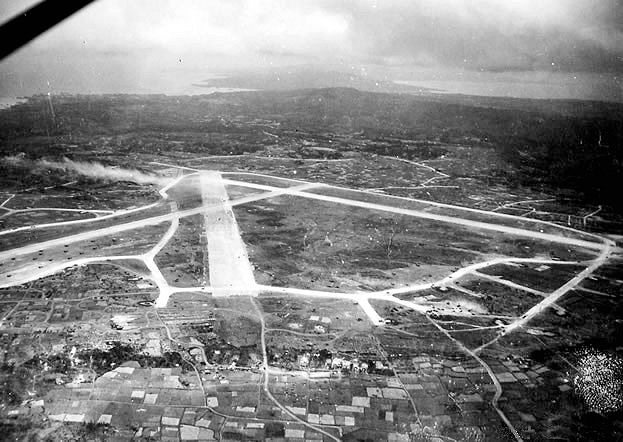
読谷補助飛行場を北東方向に空撮した写真。背後に東シナ海がある。1945年撮影。

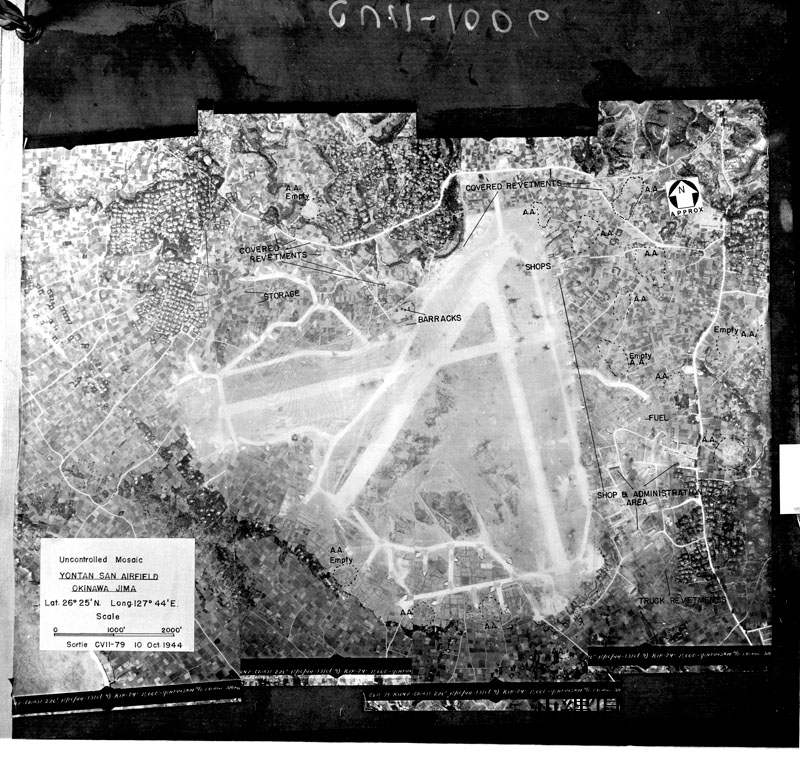
米軍が1944年に撮影していた日本帝国陸軍の北飛行場の写真。

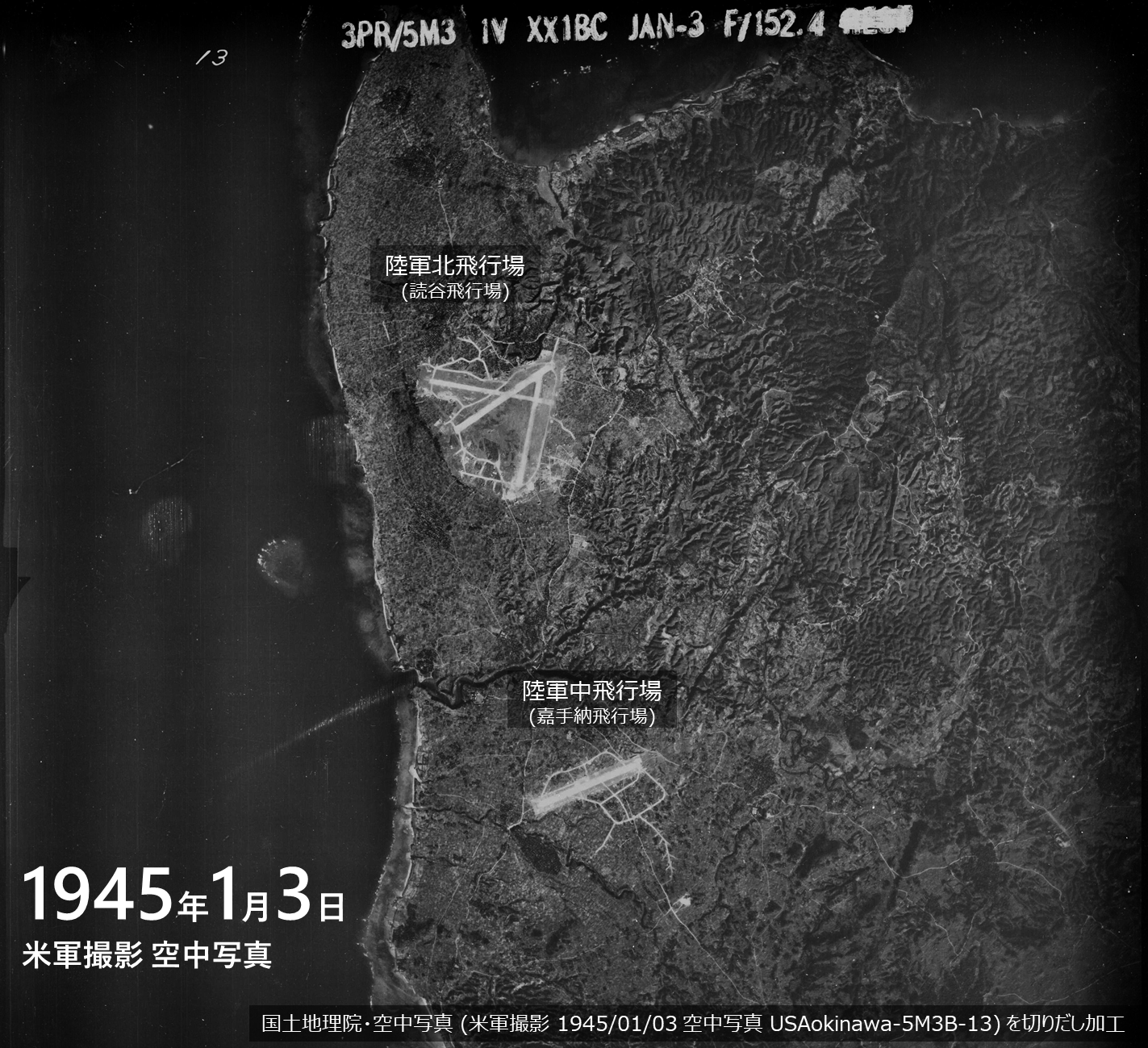
旧陸軍北飛行場(読谷)と中飛行場(嘉手納)の位置。(米軍撮影 1945/01/03)

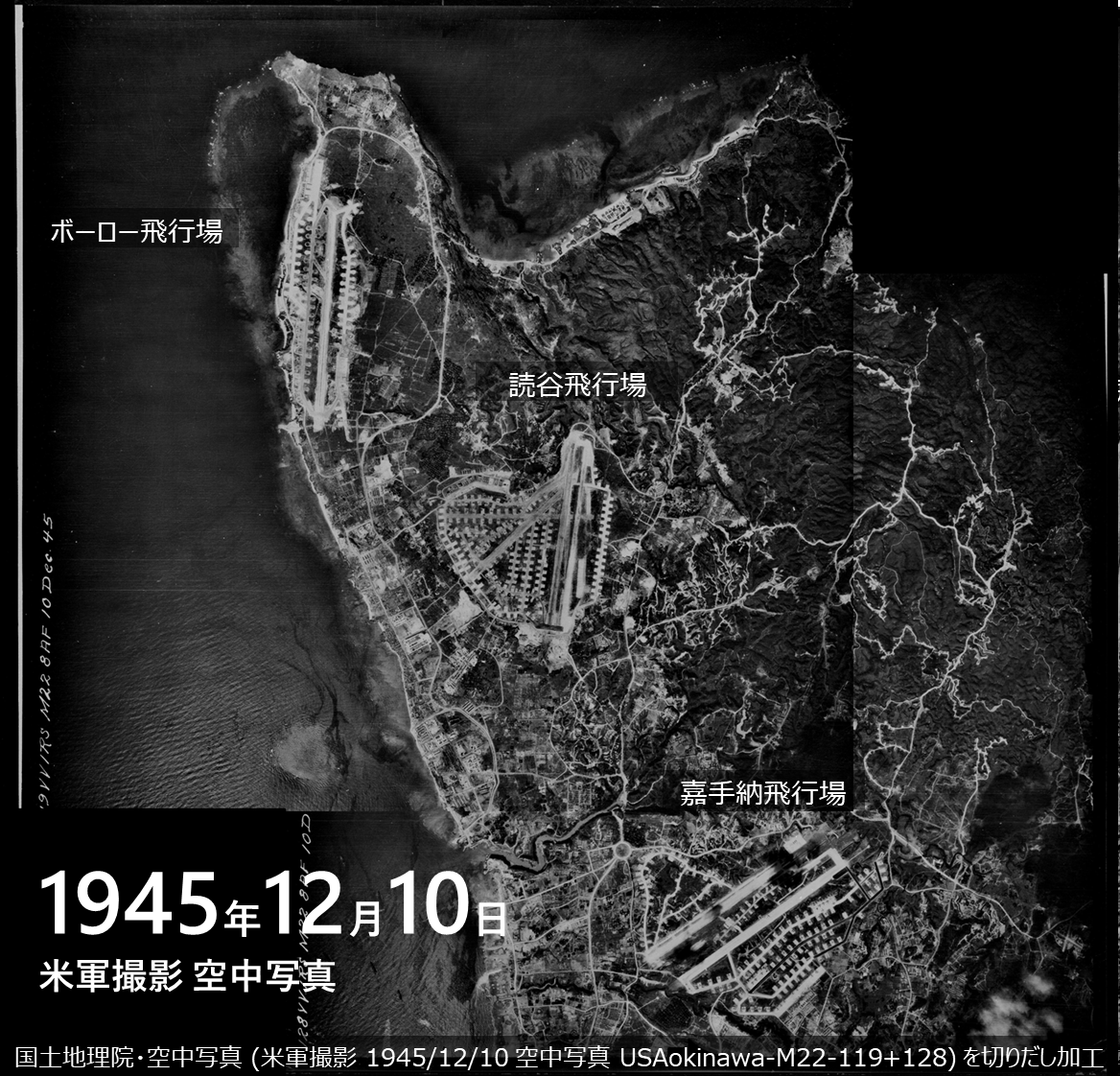
米軍上陸から7ヵ月後の読谷飛行場・嘉手納飛行場・ボーロー飛行場

| 施設番号 | 1972年の統合   | 1972年以前の施設 |
| FAC6027  | 読谷補助飛行場 | 読谷補助飛行場   |
| FAC6027  | 読谷補助飛行場 | 中野サイト       |

1972年5月15日協定での読谷補助飛行場
- 場所：読谷村
- 面積：約 2,657,000㎡

## 日本陸軍 北飛行場（1943年-1945年）

### 飛行場の建設
沖縄には小禄飛行場（現在の那覇空港）を除いては大規模な飛行場が無かったが、1942（昭和17）年になると、帝国陸軍内で南方への補給航空路の開設に関連して、沖縄への不時着用の飛行場の整備の議論が出るようになった。翌1943（昭和18）年夏、南東太平洋方面の戦況の進展も相まって、航空部隊の戦略機動も含めた南方への補給航空路の確立が急がれた。これによって建設が始まったのが陸軍沖縄北飛行場である。
1943年4月27日、『読谷村史』によれば、この日、日本軍接収された土地を示す「青い竹竿の赤旗」が立った。1週間ほど経って土地に関係する住民らが学校に集められて、「赤旗」が飛行場予定地の境界であること、接収面積は360町歩に及ぶことの説明と共に土地接収を求められた。区域内に暮らしていた65戸が強制立ち退きとなった。地主には補償金が支払われたが、屋敷と農地を失うという生活の急変に住民らは困惑したという。
沖縄北飛行場の建設は陸軍航空本部から国場組が工事を請け負っていたが、1944（昭和19）年4月からは陸軍第19航空地区司令部が工事を指揮した。同年6月になると進捗が遅れていた沖縄南飛行場（現在の浦添市、米軍牧港補給地区）、沖縄東飛行場（現在の西原町、戦後は米軍与那原飛行場）の工事を中止して伊江島、沖縄北、沖縄中（現在の嘉手納町など、米軍嘉手納飛行場）の建設に注力した。
國場組の設営工事管理責任者であった國場幸吉 (国場幸一郎の父) の話では、飛行場の建設予算は2,300万円で、沖縄の歴史上かつてない大工事と言われたが、重機はほとんど無く、建設は1944（昭和19）年夏以降から沖縄に進駐してきた第50飛行場大隊、第3飛行場中隊、要塞建築第6・7・8中隊のほか、県内中から集めた数百台の荷馬車と1日数千人もの沖縄の住民と学徒の動員に頼った。

### 飛行隊の運用状況
1944（昭和19）年6月上旬、第8航空師団に編入された第25飛行団が沖縄北飛行場に展開、各飛行隊は7月1日頃展開を完了した。第25飛行団の編成と沖縄北飛行場への配備状況は以下の通りである。
- 飛行第3戦隊（キ48・九九式双発軽爆撃機）32機（うち宮古島に12機）
- 飛行第20戦隊（キ43・一式戦闘機）33機
- 飛行第67戦隊（キ51・九九式襲撃機）29機（うち徳之島16機）

第25飛行団は主に鹿児島～沖縄本島～石垣島間の船団護衛の任務に就き、沖縄へ輸送される部隊の輸送を支援した。また、6月29日の富山丸遭難を受け、第32軍に編入される第9師団と独立混成第15連隊は沖縄への移動に際して沖縄北飛行場・沖縄中飛行場への空路を使っている。
第25飛行団は9月25日、フィリピン作戦との関連で台湾へ移動した。その後は飛行第23中隊（キ61・三式戦闘機）と海軍の双発爆撃機銀河が沖縄北飛行場に配備された。

### 十・十空襲
1944（昭和19）年10月10日の空襲（十・十空襲）で迎撃を行ったものの被弾や不時着などで殆どが喪失した。

### 飛行場の放棄

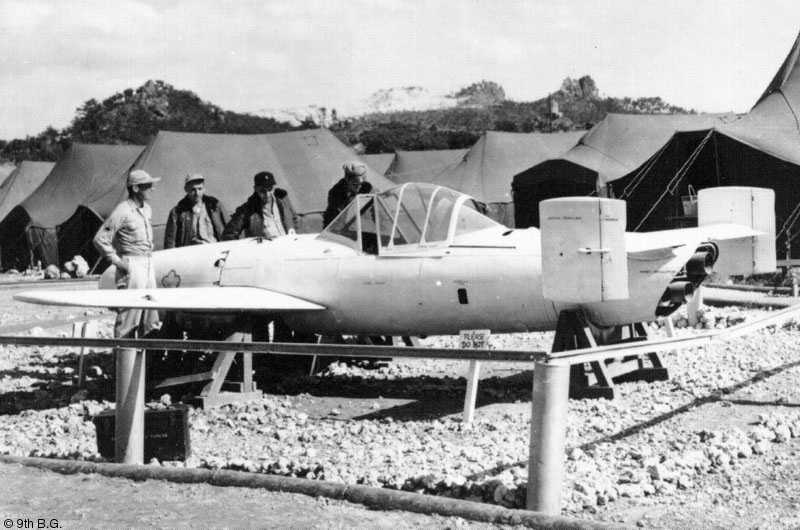
沖縄北飛行場で鹵獲されたロケット特攻機桜花と、アメリカ軍のテント。

その後、沖縄北飛行場は台湾沖航空戦への参加や台湾方面への移駐のための中継地として利用されたものの、同飛行場を拠点とした飛行隊は確認されていない。第32軍は沖縄の各飛行場から行う航空特攻に期待を示し、1945（昭和20）年に入ってから第10方面軍や第6方面軍に対して特攻隊の進出を強く望んだ。第6航空軍では沖縄北飛行場に10～11機からなる特攻隊3～4隊を配属するなどの計画を検討した が、実現しなかった。
1945年3月30日、第32軍は沖縄北・中両飛行場の破壊を命じた。
1945年4月1日、読谷に上陸したアメリカ軍は、占領した沖縄北飛行場で日本軍のロケット推進航空機MXY-7"桜花"を未使用のまま鹵獲した。桜花は自力では離陸せず、一式陸上攻撃機などの母機によって運ばれ、目標に接近すると母機から切り離されロケット推進で飛行、目標に体当たりする。沖縄における桜花の運用状況については実戦での使用を含め確認されていない。

## 米軍 読谷飛行場（1945年-1946年）
アメリカ軍は沖縄への進攻の目的に「軍事拠点の確立」を掲げ、沖縄進攻作戦「アイスバーグ作戦」の中でも上陸5日後に海兵隊の飛行隊を、30日後に陸軍の飛行隊を読谷飛行場に展開させることを計画していた。
1945年4月1日、アメリカ軍は飛行場の西の海岸から上陸を開始、その日のうちに陸軍沖縄飛行場一帯を占領した（沖縄戦の項を参照）。飛行場は日本軍による破壊活動と上陸時の砲爆撃により破壊されていたが、工兵部隊により飛行場を修復、読谷飛行場としてすぐに運用を開始した。米軍は読谷飛行場を日本本土の爆撃の拠点の一つとして整備を進めたが、実際に特攻機の迎撃や南西諸島・九州への空襲任務などのために使われた。

### アメリカ海軍（USN）、アメリカ海兵隊（USMC）

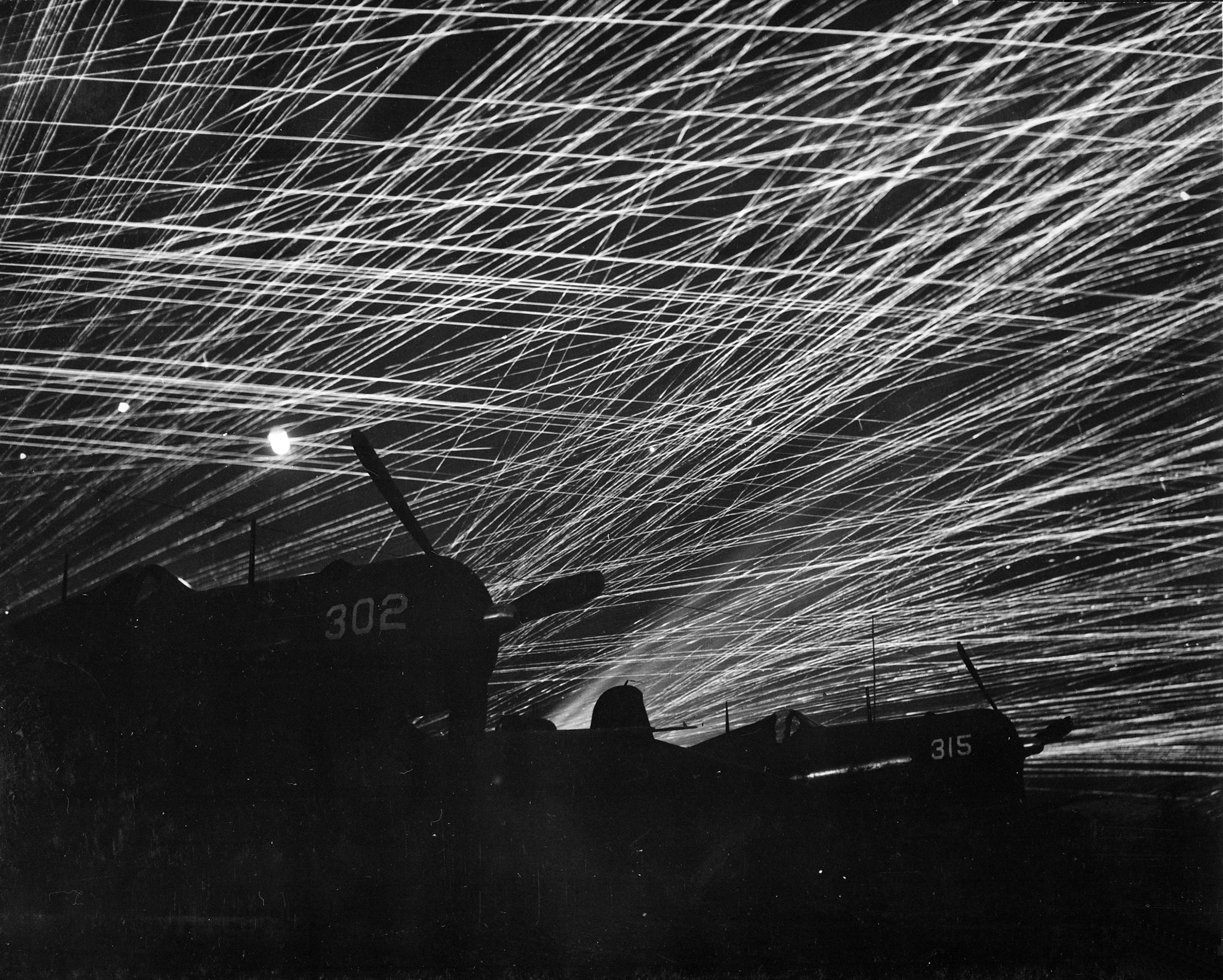
沖縄戦中、読谷飛行場で撮影された米海兵隊VMF-311のF4Uコルセア戦闘機。

アメリカ軍接収後の読谷飛行場で最初に活動を開始したのはアメリカ海兵隊である。「米国戦略爆撃調査団（USSBS）報告書」にある「海軍・海兵隊陸上機戦闘報告書」 では、以下の飛行隊が読谷飛行場で活動していたことが確認できる。読谷飛行場を拠点にしていた戦闘機部隊は、7月になると新設された泡瀬飛行場や金武飛行場へ移駐、代わりに陸軍航空隊が移駐した。
- 海兵隊

第224海兵戦闘飛行隊（F4U-1Dコルセア戦闘機）1945年4月～6月
第331海兵戦闘飛行隊（F4U-1Cコルセア戦闘機）1945年4月～6月
第441海兵戦闘飛行隊（F4U-1C/D、FG-1Dコルセア戦闘機）1945年4月～6月
第533夜間海兵戦闘飛行隊（F6F-5Nヘルキャット夜間戦闘機）1945年5月～6月
第542夜間海兵戦闘飛行隊（F6F-5Nヘルキャット夜間戦闘機）1945年4月～6月
第543夜間海兵戦闘飛行隊（F6F-5Nヘルキャット夜間戦闘機）1945年4月～5月
- 海軍

第109哨戒爆撃飛行隊（PB4Y-2プライヴァディア哨戒爆撃機）、1945年5月10日～9月
第118哨戒爆撃飛行隊（PB4Y-2プライヴァディア哨戒爆撃機）、1945年4月22日～8月
第123哨戒爆撃飛行隊（PB4Y-2プライヴァディア哨戒爆撃機）、1945年5月31日～8月
第124哨戒爆撃飛行隊（PB4Y-2プライヴァディア哨戒爆撃機）、1945年6月～8月10日
第1写真偵察飛行隊（VD-1）（PB4Y-1リベレーター写真偵察機）1945年6月～8月

### アメリカ陸軍航空軍（USAAF）
| - 第7空軍司令部、1945年7月12日～1946年2月1日 - 第7爆撃コマンド司令部、1945年7月～1946年3月 - 第38爆撃航空群（B-25ミッチェル爆撃機） 第71爆撃飛行隊、1945年7月25日～11月22日 第405爆撃飛行隊、1945年7月25日～11月21日 第822爆撃飛行隊、1945年7月25日～11月22日 第823爆撃飛行隊、7月25日～11月21日 - 第41爆撃航空群 （B-25ミッチェル爆撃機） 第47爆撃飛行隊、1945年6月7日～12月13日 第48爆撃飛行隊、1945年6月7日～12月13日 第396爆撃飛行隊、1945年6月7日～12月13日 第820爆撃飛行隊、1945年6月7日～12月13日 - 第494爆撃航空群（B-24リベレーター爆撃機） 第373爆撃飛行隊、1945年6月21日～12月15日 第864爆撃飛行隊、1945年6月24日～12月13日 第865爆撃飛行隊、1945年6月24日～12月13日 第866爆撃飛行隊、1945年6月24日～12月13日 第867爆撃飛行隊、1945年6月24日～12月13日 - 第35戦闘航空群（ P-51ムスタング戦闘機） 第39戦闘飛行隊、1945年6月30日～10月10日 第40戦闘飛行隊、1945年6月30日～10月10日 第41戦闘飛行隊、1945年6月30日～10月10日 - 第312爆撃航空群（A-20ハボック攻撃機 ） 第387爆撃航空群、1945年8月13日～12月13日 第388爆撃航空群、1945年9月～12月13日 第389爆撃航空群、1945年9月～12月13日 第386爆撃航空群、1945年8月13日～11月28日(B-32ドミネーター爆撃機) | - 第413戦闘航空群（ P-47サンダーボルト戦闘機 ） 第1戦闘飛行隊, January 29 – October 15, 1946 第21戦闘飛行隊, January 29 – October 15, 1946 第34戦闘飛行隊, January 29 – October 15, 1946 - 第507戦闘航空群（ P-47サンダーボルト戦闘機） 第463戦闘飛行隊、1946年1月29日～3月27日 第464戦闘飛行隊、1946年1月29日～3月27日 第465戦闘飛行隊、1946年1月29日～3月27日 - 第51戦闘航空群（ P-47サンダーボルト戦闘機）1946年10月15日～1947年5月22日 第16戦闘飛行隊、1946年10月15日～1947年5月22日 第25戦闘飛行隊、1946年10月15日～1947年5月22日 第26戦闘飛行隊、1946年10月15日～1947年5月22日 - 第4全天候戦闘飛行隊 (第347戦闘航空群) (P-61全天候戦闘機)、1947年2月20日～1948年8月19日 |

## 米軍 読谷補助飛行場
第二次世界大戦が終わった1947（昭和22）年の時点では、読谷飛行場を拠点とする部隊は無く、1950年代中ごろまでは嘉手納飛行場の補助飛行場として位置づけられた。1948（昭和23）年6月には、航空管制通信部隊（170th Airway and Air Communications Service, AACS）が読谷に移駐、沖縄のアメリカ空軍に対して航空管制通信の支援任務を開始した。（部隊は後に1962AACSに改称、1955年2月18日に嘉手納に移動）

### パラシュート訓練と周辺住民への被害
1950年代の時点では、大型化・ジェット化が進んだ空軍航空機の運用には読谷飛行場は適さないとして、代わりにパラシュート降下訓練施設として使われるようになった。その頃は、一部の管理エリアを除いて民間地と飛行場を隔てるフェンスなどは設置されておらず、周辺の地域住民が飛行場内で耕作をすることも、アメリカ空軍は黙認していた（もっとも、村の大部分が米軍基地に接収され、農耕地を失った住民が困窮する状態に陥っていたのが背景にある）。以降、飛行場ではパラシュート訓練が行われるようになったが、降下した物資が周辺の集落や農耕地に誤って落下するという事故も相次ぐようになった 。特に1965（昭和40）年6月11日には、投下した車両が風に流されて集落に落下、10歳の少女が下敷きになって死亡する事故が発生している。
1972（昭和47）に沖縄が日本に復帰すると、日本政府は在日米軍の要求に基づき、読谷補助飛行場（FAC6027）として米軍への提供を継続した。
1976（昭和51）年の第16回日米安全保障協議委員会では飛行場の東側250.78エーカーの返還が決定、1977（昭和52）年5月14日に0.48エーカー、5月31日に0.19エーカー、1978（昭和53）年4月30日に250.11エーカーが返還された。残り約191エーカーは1978年7月27日にアメリカ空軍第5空軍から在沖米国艦隊活動司令部（COMFLEACTS Okinawa）に移管された。さらに、1980（昭和55）年9月には読谷補助飛行場の管理が在沖米国艦隊活動司令部から米海兵隊のキャンプ・バトラーに移管された。

### 共同使用と村施設の建設

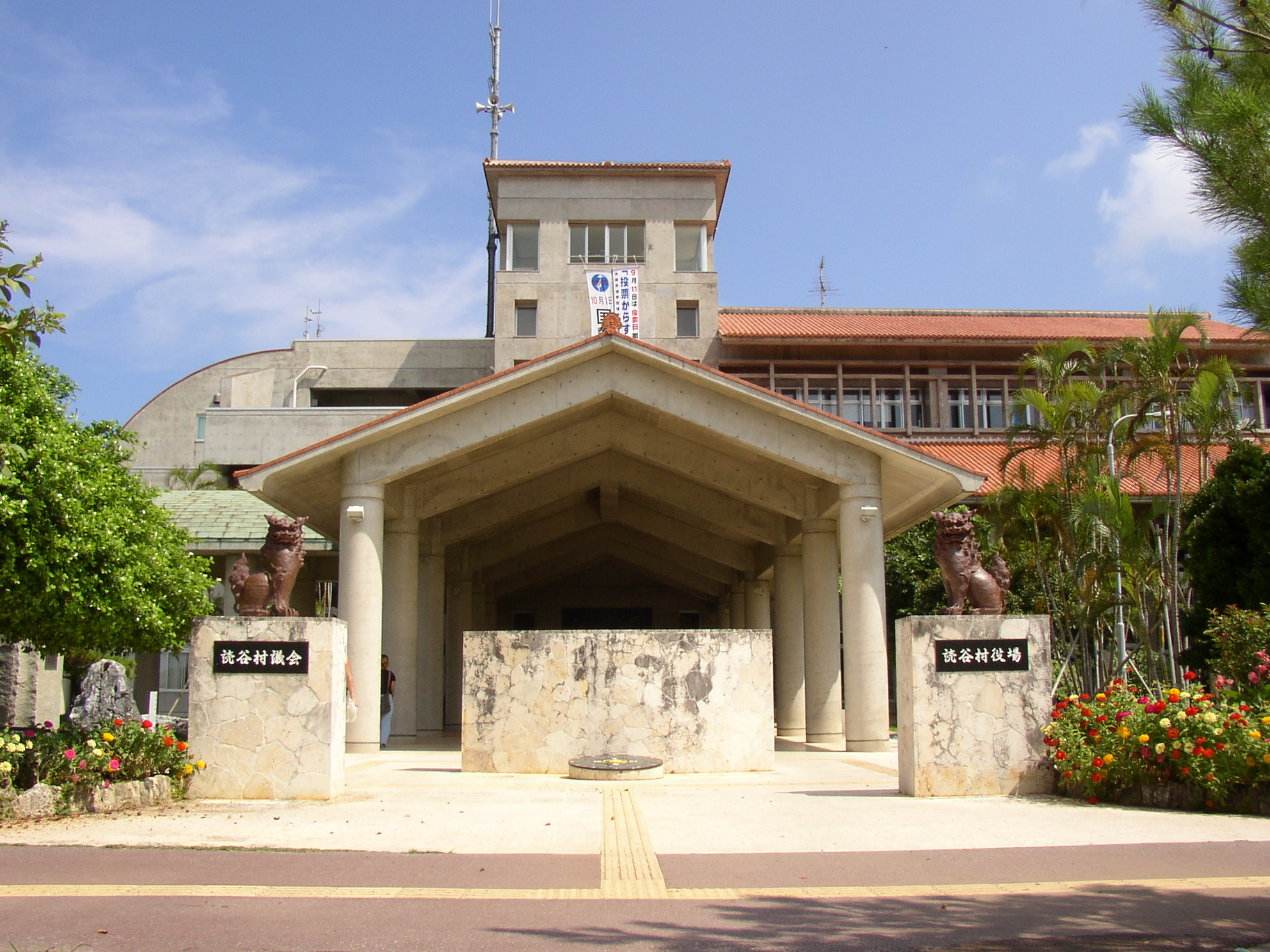
「軍用地」に建つ読谷村役場（2005年）

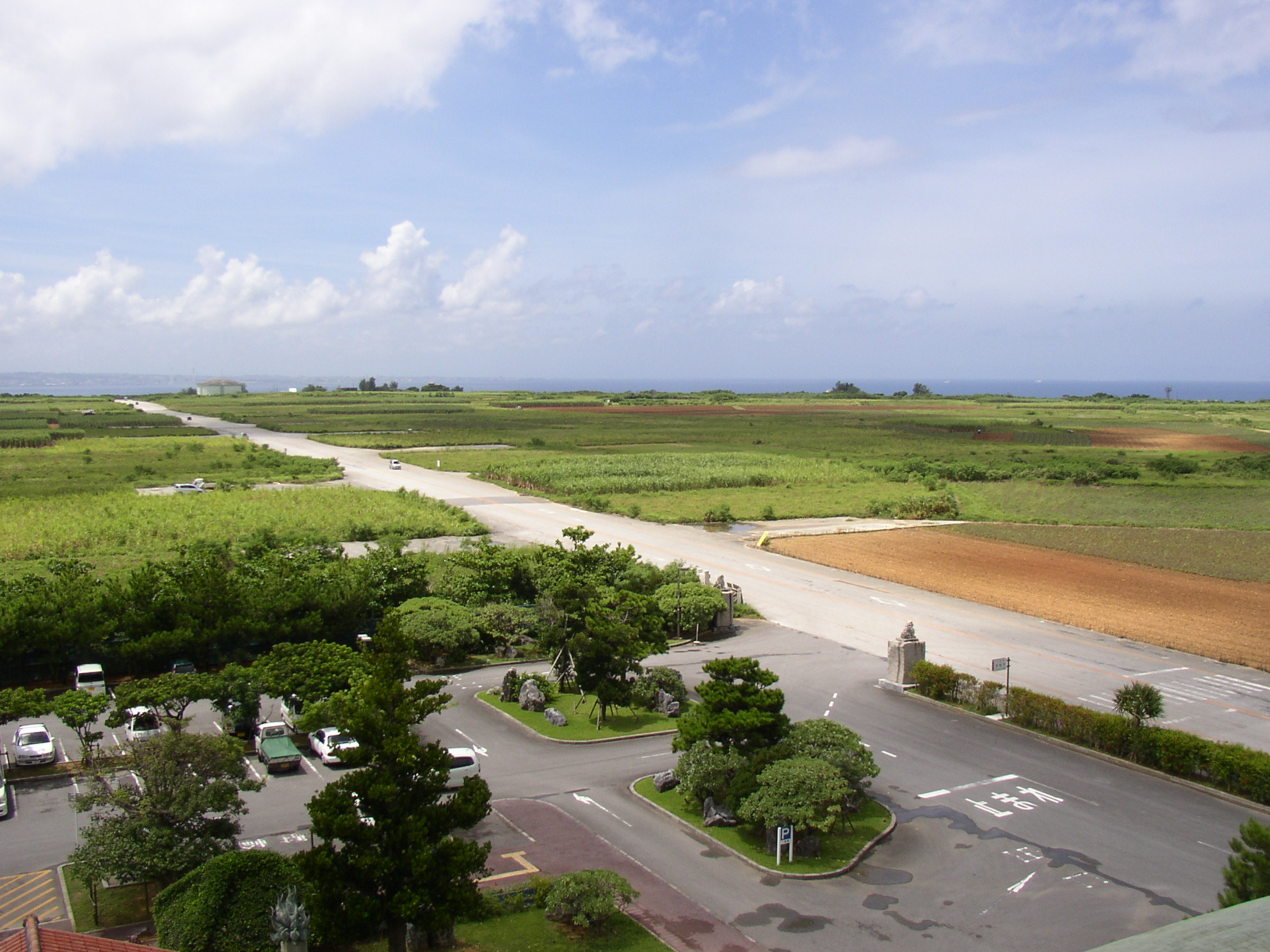
読谷村役場から望む読谷補助飛行場（2006年）。誘導路と駐機場の面影が残っている。

1978（昭和53）年、米軍基地の軍民「共同使用」という形で飛行場北側に村民運動広場が建設され、海邦国体の会場となった。続いて村では1985（昭和60）年読谷飛行場転用計画を策定。飛行場一帯を「南北市街地の間にあり」「255.5haと大規模であり、沖縄にとっても大きな開発可能性を有している」「国道58号に近接し、県道に囲まれた交通至便の位置」「中南部都市地域と北部観光レクリエーション地域とを結びつける役割を担って」いるとし、その中核に村役場庁舎の建設を盛り込んだ。1995（平成7）年に着工、1997（平成9）年に竣工したが、この時点では飛行場の返還を待たずに米軍と村との共同使用 という形を取っていた。つまり「軍用地に庁舎がある」状態が2006（平成14）年の完全返還まで続くが、1990年代以降はすでに米軍基地としては遊休化していたというのが実態であった。（同様の例に、キャンプ桑江に建設された北谷町役場がある。）

## 基地返還と跡地開発
読谷補助飛行場での最後のパラシュート訓練は1996（平成8）年7月19日である。SACO最終報告書では、訓練を伊江島補助飛行場（FAC6005）に移転し、読谷補助飛行場は同村にある楚辺通信所（通称「象の檻」）の通信活動の緩衝地帯として使われることになった。楚辺通信所の施設がキャンプ・ハンセンに移設後、読谷補助飛行場は2006（平成18）年に完全返還された。
米軍時代の滑走路跡は、基地時代のメモリアルとしていくらかの形を残しながらロードパークとして整備されている。読谷中学校、ゆんた市場、ハルサー(農業者)をサポートするハルサポや先進農業支援センター、集選果場、マンゴー団地が整備された。

## 遺構

### 掩体壕

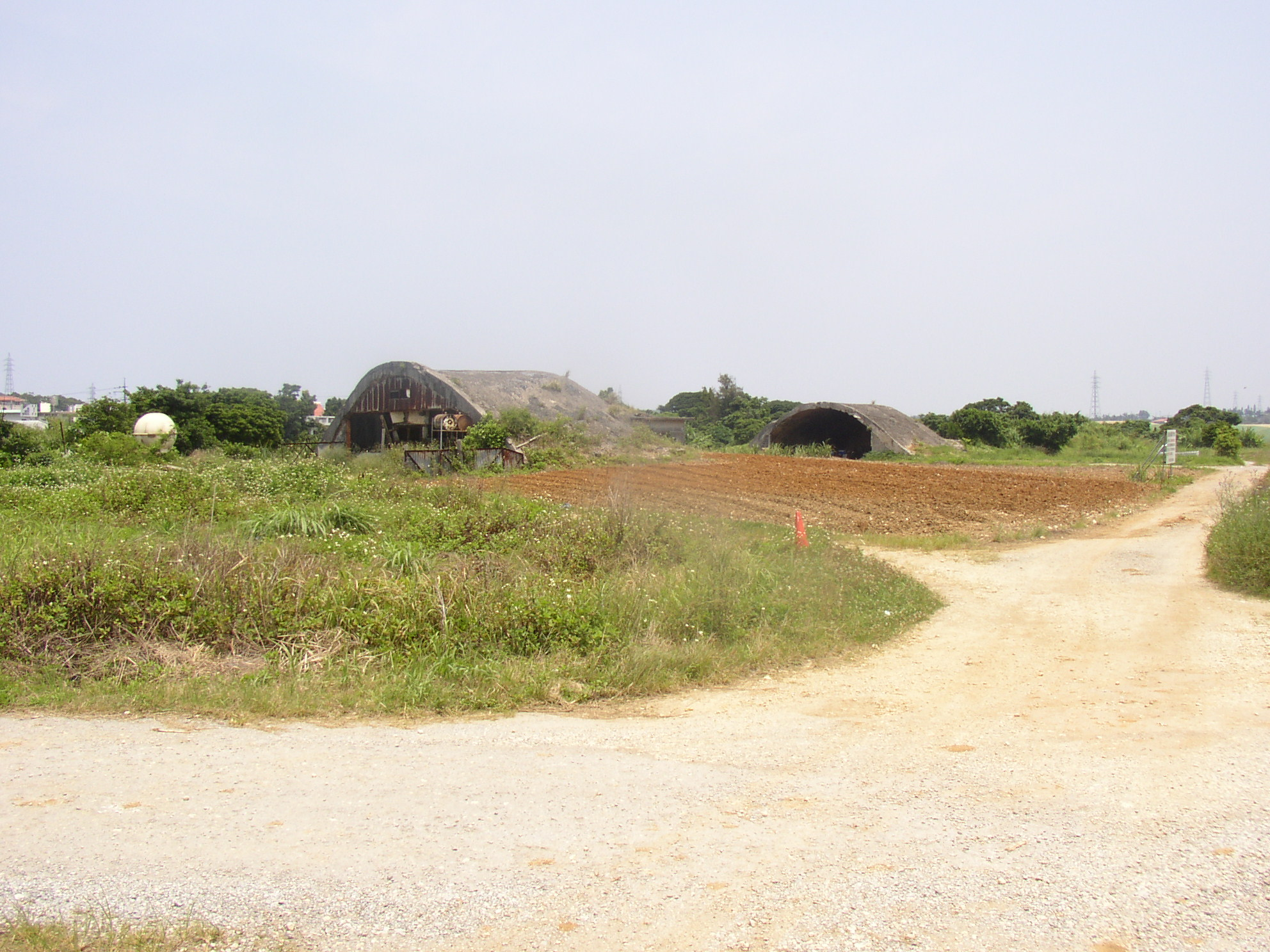
陸軍沖縄北飛行場の掩体壕（2007年）。手前の掩体壕だけが現存。

1943（昭和18）年から建設が始まった帝国陸軍沖縄飛行場の航空機格納施設として建設された。盛土の上にコンクリートを流し込み、固まった時点で内部の盛土を取り出して作られたと言われる。掩体壕は高さ4.6m、幅約20mである。2000（平成12）年には3基が現存して農機具倉庫などに使われていたが、2基は解体、残った1基が2009（平成21）年に読谷村指定文化財に指定、保存されている。

### 義烈空挺隊玉砕之地碑
義烈空挺隊は敵の基地に強行着陸して敵の飛行機を破壊、搭乗員を殺傷する目的で1944（昭和19）年12月に編成された帝国陸軍の部隊である。米軍の沖縄進攻が進んでいた1945（昭和20）年5月上旬に計画された義号作戦では、熊本から低空で深夜の沖縄に進入、8機を沖縄北飛行場に、4機を沖縄中飛行場に強行着陸させ、着陸後搭乗員は敵機や軍需品、施設を爆破して飛行場機能を妨害するものとした。
1945年5月24日夕方、奥山道郎隊長以下武装兵120名が九七式重爆撃機に分乗して熊本を出発。4機が引き返し、7機が撃墜されたものの、少なくとも1機が突入に成功、破壊活動を展開した。これによって米軍は航空機9機破壊炎上、29機が損傷、7万ガロンの燃料を炎上、死傷者約20名を出し、飛行場は翌日まで使用できなかった。
建立時期は不明ながら、飛行場内に木製の碑が建てられた。読谷村役場向かいの畑地にあったが、現在は掩体壕の隣に移設されている。